# Poole (Cheshire)
Poole – wieś w Anglii, w hrabstwie ceremonialnym Cheshire, w dystrykcie (unitary authority) Cheshire East. Leży 25 km na południowy wschód od miasta Chester i 242 km na północny zachód od Londynu. Miejscowość liczy 101 mieszkańców.